# Aspet
Aspet (okcitansko Aspèth) je naselje in občina v južnem francoskem departmaju Haute-Garonne regije Jug-Pireneji. Leta 2008 je naselje imelo 948 prebivalcev.

## Geografija
Naselje leži v pokrajini Comminges ob reki Ger, 15 km jugovzhodno od Saint-Gaudensa.

## Uprava
Aspet je sedež istoimenskega kantona, v katerega so poleg njegove vključene še občine Arbas, Arbon, Arguenos, Cabanac-Cazaux, Cazaunous, Chein-Dessus, Couret, Encausse-les-Thermes, Estadens, Fougaron, Ganties, Herran, Izaut-de-l'Hôtel, Juzet-d'Izaut, Milhas, Moncaup, Portet-d'Aspet, Razecueillé, Sengouagnet in Soueich s 4.680 prebivalci.
Kanton Aspet je sestavni del okrožja Saint-Gaudens.

## Osebnosti
- Guillaume-Marie-Romain Sourrieu (1825-1899), francoski kardinal;